# Rio Caşin (Râul Negru)
O Rio Caşin é um rio da Romênia, afluente do Râul Negru, localizado no distrito de Harghita,

Covasna.